# ラルー・マーティン
ラルー・マーティン（LaRue Martin, 1950年3月30日 - ）は、アメリカ合衆国の元プロバスケットボール選手。身長211cm、体重94kg。ポジションはセンター。
NBA史上最悪のドラフト1位指名選手の1人に数えられている。

## 経歴
シカゴ出身。地元ロヨラ大学に進学し、3年間で平均18.2得点15.9リバウンドを記録した。通算1,062リバウンドは学校史上1位である。1972年には当時5連覇中だったUCLAと対戦し、ビル・ウォルトン相手に19得点18リバウンドをあげて注目された。背番号『20』は大学の永久欠番に指定されている。
1972年のNBAドラフトにおいて、ボブ・マカドゥーやジュリアス・アービングら後の殿堂入り選手を抑えて全体1位でポートランド・トレイルブレイザーズに入団した。しかし4シーズンで271試合に出場して通算1,430得点1,258リバウンド（平均5.3得点4.6リバウンド）と全く期待に応えることができず、同期入団で3巡目指名だったロイド・ニールに先発の座を奪われる有様だった。1976年にブレイザーズを放出された後はいくつかの球団と契約したが1試合もプレーすることなく、1978年にNBAを去った。
引退後は母校ロヨラ大学で社会学の学士号を取得し、ビジネスマンとして成功を収めた。また社会奉仕活動を評価され、数々の表彰を受けている。

## 個人成績

### レギュラーシーズン
| Season  | Team   | GP  | MPG  | FG%  | FT%  | RPG | APG | SPG | BPG | PPG |
| ------- | ------ | --- | ---- | ---- | ---- | --- | --- | --- | --- | --- |
| 1972–73 | POR    | 77  | 12.9 | .396 | .649 | 4.6 | .5  | –   | –   | 4.4 |
| 1973–74 | POR    | 50  | 10.8 | .435 | .636 | 3.6 | .4  | .1  | .5  | 4.9 |
| 1974–75 | POR    | 81  | 16.9 | .452 | .697 | 5.0 | .9  | .4  | .6  | 7.0 |
| 1975–76 | POR    | 63  | 14.1 | .361 | .740 | 4.9 | 1.1 | .1  | .4  | 4.4 |
| Career  | Career | 271 | 14.0 | .416 | .685 | 4.6 | .7  | .2  | .5  | 5.3 |